# Талызин, Аркадий Александрович
Аркадий Александрович Талызин (5 июня 1838, Москва — 26 июня 1896, там же) — тайный советник, гофмейстер из рода Талызиных, в 1879—1886 годах директор Оружейной палаты. Внук генерала С. А. Талызина.

## Биография
Родился в семье владельцев подмосковной усадьбы Денежниково. Сын камергера Александра Степановича Талызина и Ольги Николаевны (1803—1882), дочери графа Н. А. Зубова и знаменитой «Суворочки», единственной дочери генералиссимуса А. В. Суворова.
В пажи зачислен 11 апреля 1849 года, 23 августа 1851 года поступил в Пажеский корпус. Произведён в камер-пажи в день производства в офицеры. В коллежские секретари, для определения на гражданскую службу. 13 ноября того же года Талызин назначен третьим переводчиком без жалования, Московского главного архива.
После освобождения крестьян Талызин 22 августа 1861 года был назначен кандидатом в мировые посредники в Москва, где и исполнял некоторое время должность мирового посредника. 13 ноября 1861 года за выслугу лет Талызин произведён в титулярные советники и 24 октября 1864 года по прошению уволен от службы. 1 октября 1868 года определён в ведомство Московской Дворцовой конторы, чиновником особых поручении при президенте оной, 24 декабря утверждён в должности почётного мирового судьи по Бронницкому мировому Округу. 10 апреля 1869 года произведён в коллежские асессоры (со старшинством от 20 октября 1868).
27 июля того же года Талызин всемилостливейше пожалован в камер-юнкеры Двора Его Величества. 28 марта 1871 года за отличие произведён в надворные советники. 24 января 1872 года избран в кандидаты Бронницкого уездного предводителя дворянства, а 30 августа того же года пожалован придворным званием «в должности церемониймейстера». 15 декабря 1872 года Талызин назначен советником Московской дворцовой конторы, 20 августа 1874 года назначен делегатом от Дворцовой конторы по управлению судами Московских придворных соборов и церквей (должность эту занимал по 1 ноября 1879 года). 28 марта 1875 года произведён в коллежские советники и 17 апреля 1877 года всемилостливейше пожалован в церемониймейстеры. 19 февраля 1879 года за труды по реставрации Малого Кремлёвского Дворца, всемилостливейше пожалован подарок в 1000 рублей.
7 декабря 1879 года назначен директором Московской оружейной палаты, с оставлением в придворном звании. 20 апреля 1880 года за отличную усердную службу произведён в действительные статские советники. 21 ноября 1881 года получил диплом на звание почётного члена Общества Любителей Духовного Просвещения, а 28 ноября следующего года получил диплом на звание действительного члена Императорского Одесского Общества Истории и Древностей. 1 декабря 1882 года на Талызина было возложено заведование палатами бояр Романовых. Был членом от Министерства Императорского Двора по разработке программы торжества освящения храма Христа Спасителя в Москве, а затем письмом Верховного церемониймейстера статс-секретаря графа Палена от 26 апреля 1883 года ему объявлено о всемилостливейшем назначении коронационным обер-церемониймейстером при торжествах Священного Коронования Их Императорских Величеств.
15 мая 1883 года он награждён малой золотой медалью, выбитой в память Священного Коронования, и в тот же день пожалован кавалером ордена Святого Владимира 3 степени, а 28 мая Всемилостливейше награждён орденом Святого Станислава 1 степени за труды по должности коронационного обер-церемониймейстера. 27 мая 1883 года в память окончания и освящения Храма Христа Спасителя получил Высочайшее утверждённую золотую медаль для ношения в петлице на Александровской ленте. На основании Высочайшего повеления от 3 ноября 1883 года получил тёмно-бронзовую медаль в память Священного Коронования Императора Александра III (10 февраля 1884 года), затем 22 февраля 1884 года пожалован большой золотой медалью в память окончания и освещения Храма Христа Спасителя в Москве. 

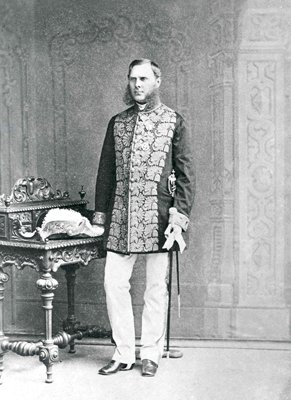

1 января 1886 года уволен от должности директора Московской Оружейной палаты, с оставлением в звании церемониймейстера Высочайшего Двора, в награду трудов по этой должности 13 апреля 1886 года ему пожалован орден Святой Анны 1 степени. 9 апреля 1889 года пожалован в гофмейстеры Высочайшего Двора и на основании статьи 356 и примечания к статье 263 Свода Законов произведён в тайные советники. 2 февраля 1894 года удостоился Высочайшей благодарности в числе прочих членов комиссии, производившей генеральную ревизию вещам Московской Оружейной Палаты.